# AS Saint-Luc
Association Sportive Saint-Luc w skrócie AS Saint-Luc – kongijski klub piłkarski grający w drugiej, a niegdyś w pierwszej lidze kongijskiej, mający siedzibę w mieście Kananga.

## Sukcesy
- Coupe du Congo[1]:
  - finał (1): 2001

## Występy w afrykańskich pucharach
| Sezon | Rozgrywki                 | Runda | Kraj    | Klub          | Dom | Wyjazd | Dwumecz |
| ----- | ------------------------- | ----- | ------- | ------------- | --- | ------ | ------- |
| 2001  | Puchar Zdobywców Pucharów | 1     | Czad    | Gazelle FC    | 1–0 | 2–2    | 3–2     |
| 2001  | Puchar Zdobywców Pucharów | 2     | Tunezja | Club Africain | 1–1 | 0–2    | 1–2     |

## Stadion
Domowe mecze klub rozgrywa na stadionie o nazwie Stade des Jeunes w Kanandze, który może pomieścić 2500 widzów.

## Reprezentanci kraju grający w klubie
Stan na lipiec 2023.
| - Muteba Kidiaba - Tshitenge Mukandila | - Tshiolola Tshinyama |